# Алессандро Чано
Алессандро Чано (італ. Alessandro Ciano, 18 липня 1874 року, Генуя - 5 червня 1945 року) - італійський адмірал, підприємець та політик.
Брат Артуро, Костанцо і Джино Чано, дядько Галеаццо Чано.

## Біографія
Алессандро Чано народився 18 липня 1871 року в Генуї. У 1885 році вступив до Військово-морської академії в Ліворно.
Був офіцером ВМС Італії під час італійсько-турецької та Першої світової воєн. Дослужився до звання адмірала ескадри (1927).
Після закінчення війни займався бізнесом разом з братами. Брав участь у політичній діяльності, був членом Сенату Королівства Італія.
Помер 5 червня 1945 року в Генуї. 

## Нагороди
- Кавалер Ордена Корони Італії
- Великий офіцер Ордена Святих Маврикія та Лазаря
- Кавалер Савойського військового ордена (1917)
- Великий офіцер Колоніального ордена Зірки Італії
- Бронзова медаль «За військову доблесть»
- Золотий хрест за військову вислугу
- Пам'ятна медаль італійсько-турецької війни 1911—1912
- Пам'ятна медаль Італо-австрійської війни 1915—1918
- Медаль «В пам'ять об'єднання Італії»
- Медаль Перемоги